# O-Phosphotyrosine
La O-phosphotyrosine est un dérivé phosphorylé de la tyrosine, un acide aminé protéinogène, présent dans de nombreuses protéines. On en trouve de petites quantités dans les urines et le taux urinaire de cette molécule augmente chez les mammifères lors de la régénération du foie. Elle est également susceptible d'induire in vitro l'agrégation plaquettaire, et la phosphotyrosine libre du sang pourrait in vivo jouer un rôle dans l'activation plaquettaire.
La phosphotyrosine est, avec la phosphosérine et la phosphothréonine, l'un des trois résidus d'acides aminés phosphorylés couramment rencontrés sur les protéines des eucaryotes. La phosphorylation et la déphosphorylation des protéines, notamment sur leurs résidus de tyrosine, interviennent dans les mécanismes de transduction de signal cellulaire et peut-être également dans le contrôle du développement des cellules ainsi que dans la cancérogenèse. 